# Андрес Боніфасіо
Андре́с Боніфа́сіо (ісп. Andrés Bonifacio; 30 листопада 1863, Маніла — 10 травня 1897) — діяч національно-визвольного руху на Філіппінах.

## З біографії
Народився в сім'ї бідняка в Манілі. Будучи членом Філіппінської ліги Боніфасіо заснував у 1892 році таємну масову революційну організацію «Катіпунан» (Katipunan); 1896 року очолив повстання філіппінців проти іспанців. Але після початку Філіппінської революції Боніфасіо не вдалося перемогти в жодній битві проти іспанців, в той час як в провінції Кавіте з'явився інший, успішніший військовий лідер — генерал Еміліо Агінальдо. Незабаром революційний рух розділився на прибічників Агінальдо та Бонафасіо, більшість останніх були представниками бідноти. Протистояння закінчилося 22 березня 1897 року, коли на виборах революційного уряду лідером обрали Агінальдо. Боніфасіо з невеликою кількістю прибічників відмовився визнати лідером Агінальдо, але за наказом Агінальдо його заарештували і 10 травня 1897 року розстріляли.
Боніфасіо написав велику кількість віршів патріотичного спрямування.

## Пам'ять
У сучасних Філіппінах Андреса Боніфасіо вважають національним героєм країни, 30 листопада через це відзначають щорічно як День Боніфасіо. Його зобразили на банкноті Філіппін номіналом 10 песо і на відповідній монеті. У країні споруджено багато пам'ятників Боніфасіо. 